# Complemento de Schur
O complemento de Schur de uma submatriz corresponde a uma relação entre as restantes submatrizes resultantes da partição da mesma matriz de origem.
A relação recebe o nome de Issai Schur.
Seja a matriz M repartida da seguinte forma:
{\displaystyle M=\left[{\begin{matrix}A&B\\C&D\end{matrix}}\right]}
O complemento de Schur da submatriz D corresponde à seguinte expressão:
{\displaystyle A-BD^{-1}C.\,}